# Новый Майдан (Наровлянский район)
Новый Майдан (бел. Новы Майдан) — упразднённая деревня в Вербовичском сельсовете Наровлянского района Гомельской области Беларуси.
В связи с радиационным загрязнением после катастрофы на Чернобыльской АЭС жители (21 семья) переселены в 1986 году в чистые места.

## География

### Расположение
На территории Полесского радиационно-экологического заповедника.
В 25 км на юго-восток от Наровли, 50 км от железнодорожной станции Ельск (на линии Калинковичи — Овруч), 203 км от Гомеля.

### Гидрография
На севере и через деревню проходит мелиоративный канал, соединённый с рекой Желонь (Мухоедовский канал).

## Транспортная сеть
Транспортные связи по просёлочной, а затем автодороге Дёрновичи — Наровля. Планировка состоит из чуть искривлённой широтной улицы, застроенной двусторонне, неплотно, деревянными домами усадебного типа.

## История
Основана в начале XX века переселенцами из соседних деревень. Наиболее активная застройка приходится на 1920-е годы. В 1931 году жители вступили в колхоз. Во время Великой Отечественной войны действовала подпольная группа (руководитель П. Прокопчук). Согласно переписи 1959 года входила в состав совхоза «Дёрновичи» (центр — деревня Дёрновичи).

## Население

### Численность
- 1986 год — жители (21 семья) переселены.

### Динамика
- 1959 год — 133 жителя (согласно переписи).
- 1986 год — жители (21 семья) переселены.